# Quest for Fire
Quest for Fire — второй студийный альбом американского продюсера Скриллекса, выпущенный 17 февраля 2023 года на лейблах OWSLA и Atlantic Records. Является первым альбомом Сонни Мура, после вышедшего в 2014 году, дебютного альбома Recess. Записан при участий Aluna, Эли Кесслера, Swae Lee, Mr. Oizo, Дилана Брэди и многих других.
18 февраля, спустя день, после выпуска, Скриллекс выпустил третий студийный альбом Don’t Get Too Close.

## Отзывы критиков
| Совокупная оценка | Совокупная оценка |
| Источник          | Оценка            |
| ----------------- | ----------------- |
| Metacritic        | 74/100            |
| Оценки критиков   |                   |
| Источник          | Оценка            |
| Pitchfork         | 7.7               |

## Список композиции
Адаптировано под Apple Music и Genius
| №                   | Название                                                                                     | Текст песни | Музыка                                      | Длительность |
| ------------------- | -------------------------------------------------------------------------------------------- | --- | ------------------------------------------- | ------------ |
| 1.                  | «Leave Me Like This» (совместно с Бобби Рапсом)                                              | Сонни Мур Кли́ффорд Смит Кори Вудс Деннис Коулз Джей Дилла Джейсон Хантер Александер Кит Чарльз Лесли Роберт Ричардсон                                   | Скриллекс Крис Лейк Joyryde                 | 3:08         |
| 2.                  | «Ratata» (совместно с Мисси Эллиотт и Mr. Oizo)                                              | Мур Крис Стейн Дэррил Макдэниелс Дебби Харри Джозеф Симмонс Мисси Эллиотт Пол Саймон Канте́н Дюпьё                                                       | Скриллекс Том Норрис Joyryde Итан Мэтхис    | 2:06         |
| 3.                  | «Tears» (совместно с Joker и Sleepnet)                                                       | Мур Айон Кларк Фред Джеркинс Айзек Филлипс ЛаШон Дэниелс Лерой Ватсон Лиам Маклин Марио Винанс Майкл Карлос Jones Ник Рус Николия Турман Родни Джеркинс | Скриллекс Joker Sleepnet                    | 3:05         |
| 4.                  | «Rumble» (совместно с Fred Again и Flowdan)                                                  | Мур Элли Дуэ Фред Гибсон Джордан Дуглас Марк Виейра Томас Тишейн                                                                                        | Скриллекс Fred Again                        | 2:26         |
| 5.                  | «Butterflies» (совместно с Starrah и Four Tet)                                               | Мур Биби Бурелли Британни Хаззард Киран Хебден | Скриллекс Four Tet                          | 3:15         |
| 6.                  | «Inhale Exhale» (совместно с Aluna и Kito)                                                   | Мур Джейми Смит Маайке Кито Алуна Девджи Фрэнсис | Скриллекс Jamie xx Joyryde                  | 3:25         |
| 7.                  | «A Street I Know» (совместно с Эли Кесслером)                                                | Мур Эли Кесслер Ян Тирсен | Скриллекс Keszler Joyryde                   | 3:35         |
| 8.                  | «Xena» (совместно с Nai Barghouti)                                                           | Мур Раша Моса | Скриллекс                                   | 4:11         |
| 9.                  | «Too Bizarre (Juked)» (совместно с Swae Lee, Siiickbrain и Posij)                            | Мур Кэролайн Майнер Смит Эверетт Романо Фрэнк Пост Халиф Браун Рекс Кудо                                                                                | Скриллекс Хэви Мэлоу Posij Kudo Siiickbrain | 3:28         |
| 10.                 | «Hydrate» (совместно с Flowdan, Beam и Peekaboo)                                             | Мур Вейра Томас Роже Чахайед Мэтт Лукас | Скриллекс Peekaboo Chahayed                 | 3:36         |
| 11.                 | «Warped Tour ’05 With Pete Wentz» (совместно с Питом Венцом из Fall Out Boy)                 | Мур | Скриллекс                                   | 0:48         |
| 12.                 | «Good Space» (совместно с Starrah)                                                           | Мур Hazzard Хикару Утада Джейсон Бойд | Скриллекс                                   | 2:12         |
| 13.                 | «Supersonic (My Existence)» (совместно с Noisia, Джош Пэном и Диланом Брэди)                 | Мур Roos Мартейн ван Сондерен Тайс де Влигер Джош Пэн Дилан Брэди                                                                                       | Скриллекс Noisia Drew Gold                  | 2:45         |
| 14.                 | «Hazel Theme»                                                                                | Мур Левен Кали Портер Робинсон Снох Алегра | Скриллекс                                   | 1:51         |
| 15.                 | «Still Here (With The Ones That I Came With)» (совместно с Портером Робинсом и Бурелли Биби) | Мур Портер Робинсон Биби Бурелли Снох Шери Новрози Левен Кали                                                                                           | Скриллекс Портер Робинсон                   | 5:03         |
| Общая длительность: | Общая длительность:                                                                          | Общая длительность: | Общая длительность:                         | 44:54        |

Комментарии
- «Ratata» стилизирован под маюскул как «RATATA»
- «Xena» стилизирован под маюскул как «XENA»
- «Too Bizarre (Juked)» стилизирован под маюскул и строчными буквами как «TOO BIZARRE (juked)»
- «Warped Tour ’05 With Pete Wentz» стилизирован как «Warped Tour ’05 with PETE WENTZ»
- «Supersonic (My Existence)» стилизирован как «Supersonic (my existence)»